# Textos primários da Cabalá
Os Textos Primários da Cabalá foram parte de uma tradição oral. Os textos escritos são obscuros e difíceis para os leitores que não estão familiarizados com a espiritualidade judaica, que assume amplo conhecimento do Tanak (Bíblia Hebraica), Midrash (tradição Hermenêutica) e Halacá (lei judaica prática).

## Torá - Interpretações cabalísticas
Otiot de Rav Hamnuna Saba [As Cartas do Rav Hamnuna Saba]
22) No começo. Rav Hamnuna Saba disse: “Encontramos nas palavras, Bereshit Bara Elokim Et [No começo, Deus criou o*], uma ordem inversa de letras. Primeiro, ele escreve Bet , e depois Bet , Beresheet Barah, então ele escreve Alef, e depois Alef, Elokim Et. Quando o Criador quis fazer o mundo, todas as cartas ainda estavam ocultas e, dois mil anos antes da criação do mundo, o Criador estava observando e brincando com as letras.
Explicação: Ele faz duas perguntas: 1) Por que as letras Alef- Bet vêm em ordem inversa no início da Torá, primeiro Bet e depois Alef ? 2) Por que essas letras foram dobradas, primeiro as duas letras Bet das duas palavras, Beresheet Barah , e depois as duas letras Alef das duas palavras, Elokim Et?
Ele responde: Quando o Criador, Bina , quis fazer o mundo, extrair ZON , o mundo, as letras - Kelim de [da] ZON - ainda estavam escondidas, incluídas em GAR - AVI - e não eram conhecidas. Além disso, HB são chamados de “dois mil anos”. Antes do mundo ser criado, as letras da ZON eram incluídas no HB . É por isso que esta Hitkalelut [inclusão / mistura] da ZON na HB é referido como "Dois mil anos antes da criação do mundo, o Criador estava observando e brincando com as letras", desde então a ZON era considerada como HOMEM em dois mil anos, que são HB , e o HOMEM sempre causa deleite o superior. É por isso que foi dito que, naquela época, quando eles se tornaram HOMEM em HB , o Criador estava olhando e brincando com as letras. Zohar com comentário Sulam - Vol. I - Kabbalah La'am (Bnei Baruch)
"No princípio Deus criou ..." Rabino Tanchuma abriu [com o verso (Salmos 86:10),] "Para Você é grande, e você realiza maravilhas ..." Rabbi Tanchum disse: com uma bolsa, se você perfure um buraco no seu lado com um alfinete, todo o ar sai dele. Considerando que a pessoa é feita com todos os tipos de cavidades e buracos, e seu ar não sai de seu corpo. Quem poderia fazer uma coisa dessas? ".... Você, Deus, sozinho." [A segunda metade do verso] Quando os anjos foram criados? O rabino Yochanan disse: os anjos foram criados no segundo dia. Assim como diz (em Salmos 104: 4), "Ele põe as vigas das câmaras superiores na água ..." [criando o céu nas águas superiores que Deus faz no segundo dia] e então está escrito: "Ele faz dos ventos seus mensageiros (ou 'seus anjos')." Rabino Chanina disse: os anjos foram criados no quinto dia, onde está escrito "e deixe o pássaro voar (ye-ofef) pela terra", e (em Isaías 6: 2) está escrito "e com dois [asas] ele (o anjo Seráfico) voaria (ye-ofef) ". Rabino Luliana bar Tavrin disse em nome do rabino Yitzchak: se de acordo com a opinião do rabino Chanina, ou se de acordo com a opinião do rabino Yochanan, todos concordam que eles não foram criados no primeiro dia - para que eles não pudessem dizer que o anjo Michael esticou a extremidade sul do céu e Gabriel o norte, e o Santo, Bendito seja Ele, mediu o meio. Pelo contrário, (como diz em Isaías 44:24): "Eu sou Deus que faz tudo, e quem sozinho estende os céus ... com apenas eu (it-iti)" Mi iti '(quem, comigo) está escrito, significando "A OMS se associou a mim na criação do mundo?!?" Outra interpretação: "Pois tu és grande e fazes maravilhas ..." É o caminho do mundo que um rei de carne e sangue é louvado na terra, e os grandes homens da terra são louvados com ele, porque eles carrega seu fardo com ele. Mas o Santo, Bendito seja Ele, não é assim. Em vez disso, Ele sozinho criou o mundo. Só ele é louvado no mundo. Só ele é glorificado em seu mundo. O rabino Tanchuma disse: "Porque você é grande e faz maravilhas ..." Por quê? Porque "... você, Deus, sozinho". Você, sozinho, criou o mundo.
Bereshit Rabbá 1:3
Nas interpretações cabalistas de Gênesis como em toda a Sua Torá a intenção é compreender como o sistema de Deus na Criação funciona e qual o Seu propósito. E na Cabalá o sistema é de dez sefirot e seu relacionamento com os mundos, pois as dez sefirot para a Cabalá são a estrutura divina de todos os seres emanados e criados.
De acordo com o Zohar e o Sefer ha-Yihud, a Torá e Deus são Um.
Mais especificamente, no Sefer ha-Yihud, as letras na Torá são as formas de Deus. O cabalista olha para além dos aspectos literais do texto, para encontrar o significado místico oculto. O texto não apenas oferece tradições e modos de pensar, mas também revela a realidade de Deus. Um dos primeiros filósofos judeus, Filo de Alexandria (20 a.C.-40 a.C.),  disse que Avraham conhecia a essência da Torá, antes de ser dada, porque Abraão era um filósofo: "Observou o mundo ao seu redor e olhou para dentro de si mesmo para descobrir as leis da natureza." Embora esta não seja estritamente uma noção mística, ela introduz a ideia de uma Torá interior subjacente à palavra escrita. Muito mais tarde, no século XIX, o Sfas Emes, um rebbe Hassídico, fez a afirmação de que na verdade eram os feitos de Abraão que se tornaram a Torá. A Torá é, portanto, vista como uma história em andamento durante a vida da Nação de Israel.  A Torá é um texto importante porque até as mais pequenas tradições da Cabalá reconhecerão seus aspectos divinos.

## Antiguidade textual
Formas judaicas de esoterismo existem a mais de 2000 anos. Ben Sira adverte contra isso, dizendo: "Você não terá negócios com coisas secretas". No entanto, estudos místicos foram realizados e resultaram em literatura mística. O primeiro a aparecer dentro do judaísmo foi a Literatura apocalíptica do século I e II pré-Cristão e que continha elementos que foram transferidos para a Cabalá posterior. De acordo com Josefo, tais escritos estavam na posse dos essênios e foram zelosamente guardados por eles contra a revelação, para o qual eles alegaram uma certa antiguidade (veja; Filo, De Vita Contemplativa, iii, e Hipólito, Refutação de Todas as Heresias, ix. 27).
Os livros que contêm conhecimento secreto foram mantidos escondidos por (ou para) os "iluminados" são declarados em (2 Esdras xiv. 45-46), onde Pseudo-Ezra é dito para publicar abertamente os vinte e quatro livros do cânon que os dignos e os indignos podem ler, mas para manter os outros setenta livros escondidos a fim de "entregá-los apenas a pessoas sábias "(compare Dan. xii. 10); porque nelas está a fonte do entendimento, a fonte da sabedoria e a corrente do conhecimento.
Instrutivo para o estudo do desenvolvimento do misticismo judaico é o Livro dos Jubileus escrito na época do rei João Hircano. Refere-se aos misteriosos escritos de Jared, Caim e Noé, e apresenta Abraão como o renovador, e Levi como guardião permanente desses escritos antigos. Ele oferece uma cosmogonia baseada nas vinte e duas letras do alfabeto hebraico, e conectada com a cronologia judaica e a cronologia messiânica, enquanto ao mesmo tempo insiste no heptad (7) como o número sagrado, ao invés do sistema decadic (10). adotado pelos últimos aggadistas e observável no Sefer Yetzirá. A ideia pitagórica dos poderes criativos de números e letras foi compartilhada com o Sefer Yetzirá e era conhecido no tempo da Mishná antes de 200 CE.
Os primeiros elementos do misticismo judaico podem ser encontrados nos textos não-bíblicos dos Manuscritos do Mar Morto, como o Cântico do Sacrifício do Sábado. Algumas partes do Talmud e do Midrash também se concentram no esotérico e no místico, particularmente no Haggigah 12b-14b. Muitos textos esotéricos, entre eles Heikalot Rabbati , Sefer HaBahir , Torat Hakana , Sefer P'liyah , Midrash Otiyot do rabino Aquiba , o Bahir e o Zohar,afirmam ser da era talmúdica, embora algumas dessas obras, mais notavelmente a Bahir e Zohar, São considerados por alguns estudiosos modernos a ser claramente obras medievais pseudepigráfico atribuídas ao passado antigo.
A ortodoxia tradicional, no entanto, não concorda com isso. Na era Medieval o misticismo judaico desenvolveu-se sob a influência do texto esotérico Sefer Yetzirá.  Fontes judaicas atribuem o livro ao patriarca Avraham,  embora o próprio texto não ofereça nenhuma reivindicação quanto à autoria. Este livro, e especialmente seu conceito embrionário das Sefirot, tornou-se o objeto do estudo sistemático de várias irmandades místicas que eventualmente vieram a ser chamadas de baale ha-kabbalah (em hebraico:  בעלי הקבלה - possuidores ou mestres da Cabalá).

## Textos primários

### Heikalot
Heikalot ("Palácios Celestiais") não são um único texto. Pelo contrário, eles são um gênero de escritos com características compartilhadas. Esses textos se concentram principalmente em como alcançar uma ascensão celestial através dos Heichalot (palácios celestiais) e o que esperar lá, ou em atrair espíritos angélicos para interagir e ajudar o adepto. Existem vários documentos maiores dos Heichalot, como Heichalot Rabbati, em que seis dos sete palácios de Deus são descritos, Hekhalot Zutarti, Shiur Komah e O terceiro livro de Enoque do século V, bem como centenas de documentos pequenos, mais esses apenas encontrados em fragmentos.

### Sefer Yetzirá
Sefer Yetzirá (em hebraico:  סֵפֶר יְצִירָה) ("Livro [da] Formação / Criação"), também conhecido como Hilkhot Yetzira ("Leis da Formação"),  uma fonte primária de ensinamentos cabalísticos. Os primeiros comentários sobre este pequeno livro foram escritos no século X, talvez o próprio texto seja citado no século VI, e talvez sua organização linguística do alfabeto hebraico pudesse ser a partir do século II. Suas origens históricas permanecem obscuras, embora muitos acreditem que foi escrito por Abraham e editado pelo rabino Aquiba. Existe hoje em várias edições, com até 2500 palavras (mais ou menos o tamanho de um panfleto). Organiza o cosmos em "32 Caminhos da Sabedoria", compreendendo "dez Sefirot" (3 elementos - ar, água e fogo - mais 6 direções com um centro) e as "22 letras" do alfabeto hebraico (3 cartas mãe, 7 letras duplas e 12 letras simples). Ele usa essa estrutura para organizar fenômenos cósmicos, que vão desde as estações do calendário até as emoções do intelecto, e é essencialmente um índice de correspondências cósmicas.

### Bahir
Bahir (em hebraico:  בהיר) ("Iluminação"), também conhecido como Midrash do rabbi Nehunya ben HaKanah - um livro de interesse especial para os estudantes da Cabalá, porque serve como uma espécie de epítome que examina os conceitos essenciais da literatura subsequente da Cabalá. . São cerca de 12.000 palavras (aproximadamente do tamanho de uma revista).

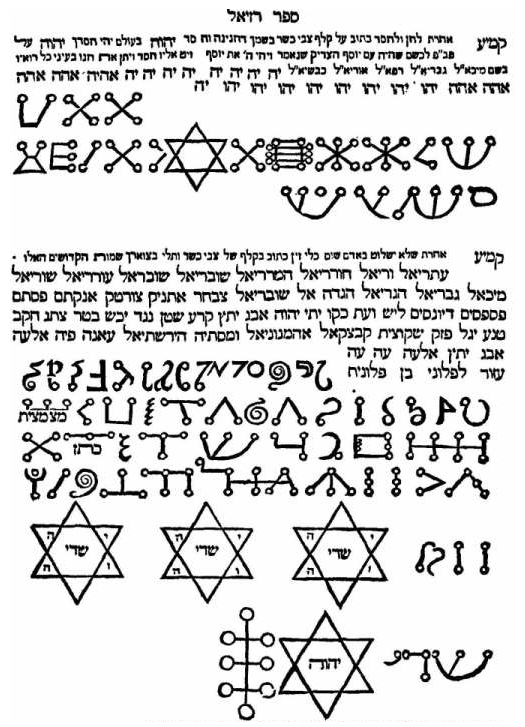
Sefer Raziel HaMalakh-Uma obra medieval do misticismo judaico

Apesar de seu nome "Iluminação", é notoriamente enigmático e difícil de entender (mas não impossível). Muito disso está escrito em parábolas, uma após a outra. O Bahir abre com uma citação atribuída ao rabino Nehunya ben HaKanah, um sábio talmúdico do século I, e o restante do livro é uma discussão que se desenrola sobre a citação. A tradição judaica considera todo o livro escrito no espírito do rabino Nehunya (ou literalmente escrito por ele). Foi publicado pela primeira vez na Provença em 1176. Os historiadores suspeitam que o Rabino Yitzhak HaIvver escreveu o livro neste momento, embora ele incorporasse tradições orais muito mais cedo sobre o Tanak, Talmud, Sidur, Yetzirá e outros textos rabínicos.

### Sefer Raziel HaMalakh
O livro do Anjo Raziel (em hebraico:  רזיאל המלאך) é uma coleção de escritos esotéricos, provavelmente compilados e editados pela mesma mão, mas originalmente não é trabalho de um autor.
Leopold Zunz ("G. V." 2d ed., p. 176) distingue três partes principais: (1) o Livro Ha-Malbush; (2) o Grande Raziel; (3) o Livro dos Segredos, ou o Livro de Noé. Estas três partes são ainda distinguíveis em - 2b-7a, 7b-33b, 34a e b. Depois disso, vem duas partes mais curtas, intituladas "Criação" e "Shiur Ḳomá", e depois de 41a, vem fórmulas para amuletos e encantamentos.

### Zohar

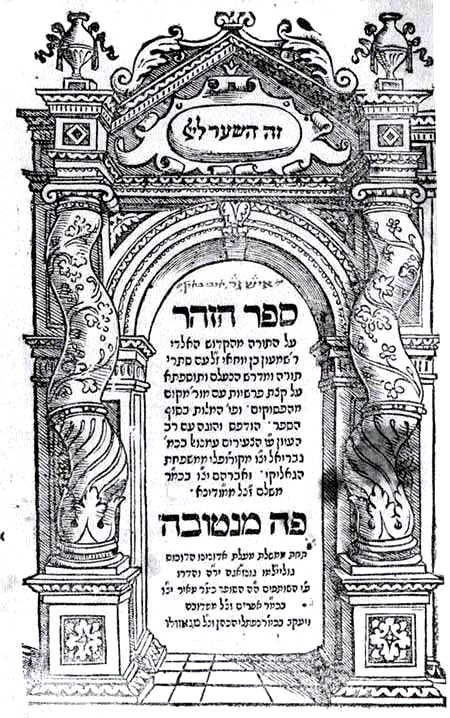
Página de rosto da primeira edição do Zohar, Mantua, 1558 (Biblioteca do Congresso)

Zohar (em hebraico:  זהר) ("Esplendor") – o texto mais importante da Cabalá, às vezes alcançando um status canônico como parte da Torá Oral. É um comentário místico sobre a Torá, escrito em Aramaico medieval. Durante grande parte do século XX, houve um consenso acadêmico sobre a autoria medieval do Zohar, mas a maioria dos Cabalistas tradicionais concorda entre si que o autor oral era Rabbi Shimon bar Yohai e o texto foi escrito por Rabbi Abba, um estudante de Rabi Shimon. bar Yohai.
Gershom Scholem argumentou que Moses de León era o único autor do Zohar. Mais recentemente, Yehuda Liebes afirmou que, embora De León possa ter sido o principal autor, ele incorporou ou reformulou seleções de cabalistas contemporâneos (por exemplo, Rabbi Joseph Gikatilla, Rabbi Joseph de Hamadan, Rabbi Bahya ben Asher). Mais recentemente, estudiosos da Cabalá como Ronit Meroz, Daniel Abrams e Boaz Huss demonstraram que os materiais dentro do Zohar passaram por várias gerações de escrita, reescrita e redação. De León alegou ter descoberto o texto do Zohar enquanto estava na terra de Israel e o atribuiu ao Rabbi Shimon bar Yohai do século II, quem é o personagem principal do texto. O texto ganhou enorme popularidade em todo o mundo judaico.
Embora o livro fosse amplamente aceito, um pequeno número de rabinos importantes nos séculos subsequentes publicaram textos declarando que o rabino Moshe o inventou como uma falsificação com conceitos contrários ao Judaísmo. No entanto, muitos desses rabinos não eram cabalistas. Este foi um ponto importante de discórdia feito por uma comunidade entre os judeus do Iêmen, conhecido como Dor Daim, um movimento intelectual religioso que pediu um retorno a um judaísmo mais baseado no Talmude. Outras comunidades de judeus na Itália e nas terras da Alandalus também questionaram o conteúdo e a autenticidade do Zohar. Enquanto organizado em comentários sobre seções da Torá, o Zohar elabora sobre o Talmud, o Midrash Rabbá , o Sefer Yetzirá , o Bahir e muitos outros textos rabínicos. Até certo ponto, o Zohar é simplesmente a Cabalá.

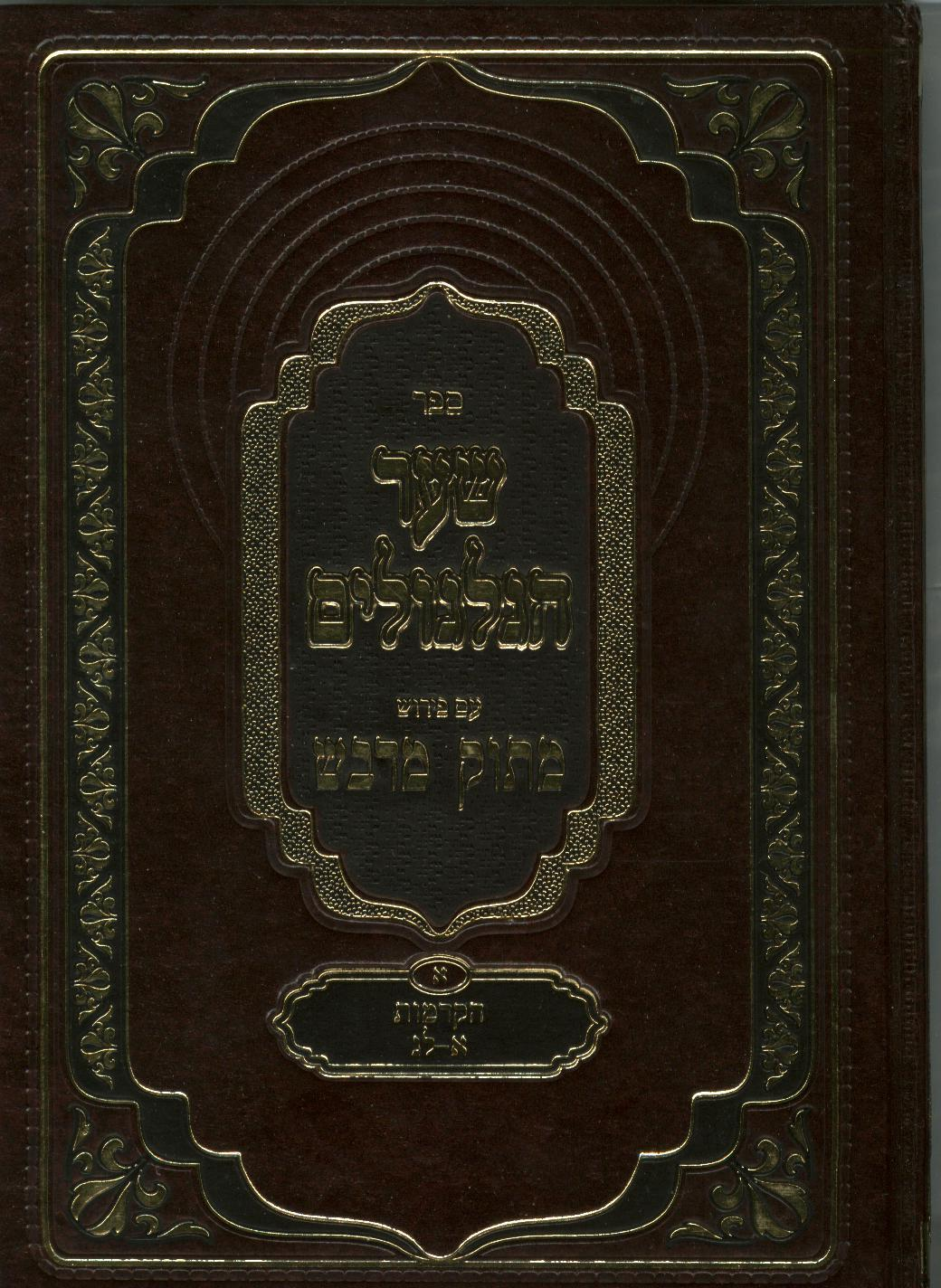
Capa do Livro Portão das Reencarnações

### Pardes Rimonim
Pardes Rimonim (em hebraico:  פרדס רימונים) (Jardim [de] Romãs) - a magnum opus do rabbi Moshe Cordovero, publicado no século XVI e a principal fonte da Cabala Cordoveriana, uma interpretação abrangente do Zohar e um rival amigável da interpretação Luriânica.

### Etz Hayim e os Oito Portões
Etz Hayim (em hebraico:  עץ חיים) ("Árvore [da] Vida") é um texto dos ensinamentos do rabbi Isaac Luria coletados por seu discípulo Hayym Vital. É a principal interpretação e síntese da Cabalá Luriânica. Foi publicado pela primeira vez em Safed no século XVI. Consiste na introdução primária ao restante do sistema luriânico.  The Shemona She'arim (oito portas): é o sistema luriânico completo, organizado por Shmuel Vital, o filho de Hayym Vital. Etz Hayim  o único trabalho publicado na vida de Hayim Vital, o resto de seus escritos foram enterrados com ele em uma forma não editada. Supostamente, Shmuel Vital sonhava em exumar o túmulo de seu pai e remover certos escritos deixando os outros enterrados. Shmuel Vital continuou então a redigir e publicar suas obras com o título Oito Portões, que por sua vez alguns foram subdivididos em outras obras:

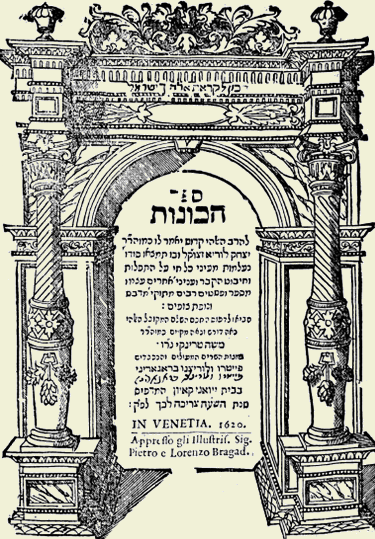
Capa do Livro das Kavanot (intenções)

1. Sha'ar HaHakdamot - Portão da Introdução: Otztrot Haim, Eitz Haim, Arbah Meot Shekel Kesef, Mavoa Shaarim, Adam Yashar.
2. Shaar Mamri Rashby - Portão palavras do rabbi Shimon bar Yohai
3. Shaar Mamri Razal -  Portão palavras dos Nossos Sábios
4. Shaar HaMitzvot - Portão das Mitzvot.
5. Shaar HaPasukim - Portão dos Versos : Likutei Torá, Sefer HaLikutim
6. Shaar HaKavanot - Portão das Kavanot: Shaar HaKavvanot, Pri Etz Haim, Olat Tamid
7. Shaar Ruach HaKodesh - Portão Espírito de Santidade
8. Shaar HaGilgulim - Portal das Gilgulim (reencarnações)

Os cabalistas Sefarditas e Mizrahi se esforçam para estudar todos os oito portões. Etz Hayim é publicado por padrão em um arranjo de três volumes, as duas partes iniciais publicadas por Hayym Vital, com uma terceira parte, Nahar Shalom, pelo rabbi Shalom Sharabi, sendo agora considerada a terceira parte. Os cabalistas Ashkenazi frequentemente tendem a se concentrar apenas em Etz Haim, com explicações do Ramhal (rabbi Moshe Haim Luzzato).  No entanto, isso nem sempre é o caso. Há Yeshivot como a Shaar Shmayim que lidam com as obras do Hayym Vital em sua totalidade.

### Textos bibliográficos e guias de estudo de Cabalá on-line (em Inglês)
- Pesquisas bibliográficas de Don Karr
- Um Guia para Recursos de Língua Inglesa para o Aluno da Cabalá Rabínica Tradicional

### Textos rabínicos de Cabalá on-line (em Inglês)
- Quem deve aprender a Torá escondida?Rambam (pdf)(Maimonides) Guia para os perplexos
- Inglês e aramaico Zohar Online (pesquisável)- Kabbalah Centre

### Textos Hassídicos de Cabalá on-line (em Inglês)
- Lições em Tanya- Chabad
- The Gate Of UnityTradução e Comentário de  The Gate Of Unity